# Oskar Krejčí

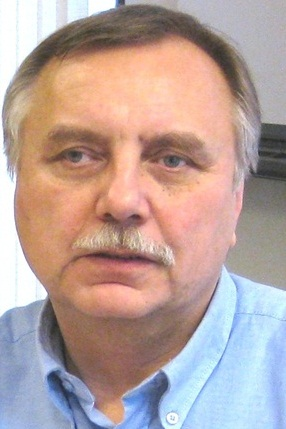
prof. Oskar Krejčí

Oskar Krejčí (* 13. července 1948 Praha) je český politolog, autor přibližně třiceti knih a více než tisícovky nejrůznějších studií a článků. Je univerzitním profesorem.

## Život
Narodil se v Praze, střední školu vystudoval v Sokolově. V devatenácti letech byl jako vojín základní služby zatčen při pokusu o překročení státní hranice do Rakouska  a po více než dvouměsíční vyšetřovací vazbě odsouzen ke čtrnácti měsícům podmíněně. Rok pracoval jako horník na dole Gen. Jeremenko v Ostravě a více než rok jako strojník na KVHU ve Vřesové na Sokolovsku; zde vstoupil do KSČ. V letech 1969 až 1974 studoval na Filozofické fakultě UK v Praze sociologii a filozofii. Podílel se zde i na práci tzv. prověrkových komisí. V letech 1974 až 1977 byl aspirantem na Ústavu pro filosofii a sociologii.  Na filosofické fakultě UK zůstal jako odborný asistent v letech 1977 až 1978. V roce  1978 nastoupil do Ústavu pro filozofii a sociologii ČSAV, vedeném akademikem Radovanem Richtou jako vědecký pracovník a zůstal zde do roku 1989 jako  samostatný vědecký pracovník. V roce 1976 byl na stáži ve Filosofickém ústavu Akademie věd SSSR,  v letech 1986 až 1987 absolvoval dlouhodobé vědecké stáže ve USA na Georgetown University, Columbia University a Virginia University. V letech 1986 až 1989 byl členem ediční rady pro filosofii a sociologii v nakladatelství Svoboda.
Od února 1989 do listopadu 1990 byl zaměstnán jako poradce komunistických předsedů federálních vlád ČSSR Ladislava Adamce a ČSFR Mariána Čalfy. V letech 1991 až 1993 působil jako vědecký tajemník Kabinetu pro politické vědy Ústavu státu a práva ČSAV  (ředitelem zde byl tehdy František Šamalík, zástupcem ředitele Zdeněk Mlynář). Po zrušení Kabinetu v roce 1993 byl zaměstnán v letech 1993 až 1997 jako redaktor a šéfredaktor nakladatelství Victoria Publishing, v letech 1998 až 2007 jako redaktor týdeníku Ekonom vydavatelství Economia.
Mezitím byl v letech 1990 až 2000 členem redakční rady časopisu Mezinárodní politika, vydávaným Ústavem mezinárodních vztahů při Ministerstvu zahraničních věcí a v letech 1993 až 1995 členem redakční rady časopisu Dialog (Dialogue), který patřil hnutí Obroda; byl také členem redakčních rad časopisů Politické vedy (vydavatel Fakulta politických věd UMB) a Studia Politica Slovaca (vydavatel Ústav politických věd SAV).  
V roce 1975 obhájil titul PhDr.  rigorózní prací Válka a politika. V roce 1978 získal titul CSc. za disertační práci Teorie postindustriální společnosti. Docentem pro obor mezinárodní vztahy se stal v roce 1998, profesorem pro obor mezinárodní vztahy a diplomacie v roce 2001.
Zároveň se na Slovensku začal vracet k vědecké a pedagogické práci – napřed na Fakultě politických věd Univerzity Mateja Bela v Banskej Bystrici, kde učil na katedře mezinárodních vztahů a diplomacie, kterou též několik let vedl, a na Ústavu politických věd SAV v Bratislavě. Od roku 2002 do roku 2015 pracoval na Vysoké škole mezinárodních a veřejných vztahů v Praze, kde působil jako proděkan pro vědu a několik let i jako ředitel pobočky této školy – Vzdělávacího a konzultačního institutu v Bratislavě. V roce 2015 přešel na Univerzitu Jana Amose Komenského Praha jako ředitel Institutu globálních studii UJAK a jako pracovník katedry mezinárodních vztahů a diplomacie, kde působil do roku 2023.

## Spolupráce sStB
Podle Ministerstva vnitra ČR je evidován v seznamu spolupracovníků Státní bezpečnosti v celé řadě kategorií pod krycími jmény Oskar a Kaláb od roku 1975. Krejčí spolupracoval s 11. oddělením II. správy StB (zaměřena na mládež, vědu, školství a kulturu) a s X. správou StB (zaměřena na boj proti vnitřnímu nepříteli) jakožto důvěrník, agent a jako rezident, tedy zvláště spolehlivý a prověřený tajný spolupracovník, jenž organizoval práci dalších agentů, kteří mu byli svěřeni, a předával výsledky jejich činnosti.
Krejčí mj. působil podle dochovaných svazků před rokem 1989 jako agent ve Filosofickém ústavu, kde pomáhal s čistkami „pravičáků“.  Krejčího maoistické a „pročínské názory“ dokonce v 70. letech znepokojovaly samotnou StB, když jej využívala pro čistky na FFUK. V roce 2018 se společně s Markem Hrubcem  také objevil na setkání evropské levice a vlivového orgánu Oddělení pro mezinárodní styky ÚV KS Číny, před nímž varovala i BIS jako před „speciální stranickou rozvědkou".

## Politická angažovanost
Do KSČ vstoupil už koncem 60. let a zůstal zde i v době tzv. normalizace.; V předvečer sametové revoluce byl členem Obvodního výboru KSČ v Praze 1, ale také členem ideologické komise Městského výboru KSČ v Praze a stranickým instruktorem v Národním divadle.  Od léta 1989 zprostředkovával kontakty premiéra poslední komunistické vlády Adamce s iniciativou Most. Je autorem projevu, kterým byl v prosinci 1989 ve Federálním shromáždění ČSSR navržen na prezidenta Václav Havel a posléze jednomyslně zvolen prezidentem. Krejčí připravoval programové prohlášení přechodné federální vlády národního porozumění a byl i hlavním redaktorem programového prohlášení federální vlády Mariána Čalfy vzešlé z voleb roku 1990.
Činnost Oskara Krejčího během sametové revoluce podrobně popsal Michael Kocáb v knize Vabank  (Euromedia, 2019). V televizním seriálu České století – v dílu Poslední hurá – postavu Oskara Krejčího ztvárnil herec Oldřich Kaiser. 

## Kritika systému protiraketové obrany USA
Od roku 2006 se aktivně zapojil do kampaně proti umístění prvků americké protiraketové obrany v Česku. 5. května 2007 v Praze vystoupil jako jeden z hlavních mluvčí na konferenci, na které se diskutovalo o postupu v boji proti výstavbě protiraketového systému USA v Evropě. Je signatářem tzv. Pražské výzvy přijaté účastníky konference.

## Knihy
- KREJČÍ, Oskar: Komentáře a rozhovory. Díl 4. Praha: Argument OVIA z.s., 2023. 307 s. ISBN 978-80-907365-8-0
- KREJČÍ, Oskar: Válka. Třetí, aktualizované a rozšířené vydání. Praha: Professional Publishing, 2022. 190 s. ISBN 978-80-88260-61-5 Elektronická verze knihy
- KREJČÍ, Oskar: Geopolitika Číny. Praha: Professional Publishing, s.r.o., 2021. 492 s. ISBN 978-80-88260-51-6
- KREJČÍ, Oskar: Mezinárodní politika. 6. upravené vydání. Praha: Ekopress, 2021. 804 s. ISBN 978-80-87865-63-7
- KREJČÍ, Oskar: Komentáře a rozhovory. Díl 3. Praha: Argument OVIA z.s., 2020. 222 s. ISBN 978-80-907365-5-9 Elektronická verze knihy
- KREJČÍ, Oskar: Komentáře a rozhovory. Díl 2. Praha: Argument OVIA z.s., 2019. 226 s. ISBN 978-80-907365-3-5 Elektronická verze knihy
- KREJČÍ, Oskar: Sametová revoluce. Druhé vydání. Praha: Professional Publishing, 2019. 160 s. ISBN 978-80-88260-37-0
- KREJČÍ, Oskar: Komentáře a rozhovory. Díl 1. Praha: Argument OVIA z.s., 2018. 115 s. ISBN 978-80-907365-0-4 Elektronická verze knihy
- KREJČÍ, Oskar: Geopolitika Ruska. Praha: Professional Publishing, s.r.o., 2017. 534 s. ISBN 978-80-906594-9-0
- KREJČÍ, Oskar: Geopolitika středoevropského prostoru. Pohled z Prahy a Bratislavy. 5. doplněné vydání. Praha: Professional Publishing, 2016. 426 s. ISBN 978-80-7431-161-1 Elektronická verze knihy
- KREJČÍ, Oskar: Mezinárodní politika. 5. upravené vydání. Praha: Ekopress, 2014. 804 s. ISBN 978-80-87865-07-1
- KREJČÍ, Oskar: Sametová revoluce. Praha: Professional Publishing, 2014. 160 s. ISBN 978-80-7431-138-3 Elektronická verze knihy
- KREJČÍ, Oskar: Lidská práva. Praha: Professional Publishing, 2011. 175 s. ISBN 978-80-7431-056-0 – Elektronická verze knihy k dispozici při příležitosti 65. výročí přijetí Všeobecné deklarace lidských práv.
- KREJČÍ, Oskar: Válka. Druhé, upravené vydání. Praha: Professional Publishing, 2011. 175 s. ISBN 978-80-7431-063-8 – Elektronická verze knihy zpřístupněná u příležitosti 100. výročí začátku 1. světové války.
- KREJČÍ, Oskar: Válka. Praha: Professional Publishing, 2010. 170 s. ISBN 978-80-7431-029-4
- КРЕЙЧИ, Oскар: Геополитика Центральной Европы. Взгляд из Праги и Братиславы. Москва – Пpaгa: Научная книга ISBN 978-5-91393-048-4, Ottovo nakladatelství  ISBN 978-80-7451-015-1, 2010. 424 s.
- KREJČÍ, Oskar: Geopolitika středoevropského prostoru. Pohled z Prahy a Bratislavy. Čtvrté, doplněné vydání. Praha: Professional Publishing, 2010. 400 s. ISBN 978-80-7431-018-8
- KREJČÍ, Oskar: Mezinárodní politika. 4. aktualizované vydání. Praha: Ekopress, 2010. 752 s. ISBN 978-80-86929-60-6
- KREJČÍ, Oskar: Zahraniční politika USA. Ideje, doktríny, strategie. Druhé, upravené vydání. Praha: Professional Publishing, 2009. 437 s. + CD se 168 dokumenty. ISBN 978-80-7431-003-4 Elektronická verze knihy
- KREJČÍ, Oskar: Geopolitika středoevropského prostoru. Pohled z Prahy a Bratislavy. 3. aktualizované a rozšířené vydání. Praha: Professional Publishing, 2009. 400 s. ISBN 978-80-7431-001-0
- KREJČÍ, Oskar:  Zahraniční politika USA. Ideje, doktríny, strategie. Praha: Professional Publishing, 2009. 437 s. + CD ROM se 168 dokumenty. ISBN 978-80-86946-68-9
- KREJČÍ, Oskar: International Politics. Volume III: War and Peace. Banská Bystrica: Faculty of Political Sciences and International Relations, 2007. 107 s. ISBN 978-80-8083-482-1
- KREJČÍ, Oskar: Mezinárodní politika. 3. aktualizované a rozšířené vydání. Praha: Ekopress, 2007. 744 s. ISBN 978-80-86929-21-7
- KREJČÍ, Oskar: International Politics. Volume I: Global Political System. Banská Bystrica: Faculty of Political Sciences and International Relations, 2006. 78 s. ISBN 978-80-8083-465-4
- KREJČÍ, Oskar: International Politics. Volume II: Political Process. Banská Bystrica: Faculty of Political Sciences and International Relations, 2006. 72 s. ISBN 978-80-8083-481-4
- KREJČÍ, Oskar: Nová kniha o volbách. Praha: Professional Publishing, 2006. 484 s. ISBN 80-86946-01-0
- KREJČÍ, Oskar: Geopolitics of the Central European Region. The view from Prague and Bratislava Bratislava: Veda, 2005. 494 s. ISBN 80-224-0852-2, Bratislava: nakladatelství Lulu, ISBN 978-8-0224-0852-3 – neautorizované vydání).
- KREJČÍ, Oskar: Politická psychologie. Praha: Ekopress], 2004. 320 s.ISBN 80-86119-84-X
- KREJČÍ, Oskar: Mezinárodní politika. 2. aktualizované a rozšířené vydání. Praha: Ekopress, 2001. 712 s. ISBN 80-86119-45-9
- KREJČÍ, Oskar: Geopolitika středoevropského prostoru. Horizonty zahraniční politiky České republiky a Slovenské republiky. Praha: Ekopress, 2000. 320 s. ISBN 80-86119-29-7
- KREJČÍ, Oskar: Povaha dnešní krize. Praha: East Publishing, 1998. 224 s. ISBN 80-7219-006-7
- KREJČÍ, Oskar: Mezinárodní politika. Praha: Victoria Publishing, 1997. 512 s. ISBN 80-7187-034-X
- KREJČÍ, Oskar: Czechoslovak National Interest. Boulder: East European Monographs (distributed by Columbia University Press, New York), 1996, 362 s. ISBN 0-88033-343-X
- KREJČÍ, Oskar: History of Election in Bohemia and Moravia. Boulder: East European Monographs (distributed by Columbia University Press, New York), 1995, 472 s. ISBN 0-88033-330-8
- KREJČÍ, Oskar: Kniha o volbách. Praha: Victoria Publishing ,1994. 354 s. ISBN 80-85605-88-0
- KREJČÍ, Oskar: Český národní zájem a geopolitika. Praha: Universe, 1993. 180 s. ISBN 80-901506-2-4
- KREJČÍ, Oskar: Kdo vyhraje volby '92. Praha: Ucho, 1992. 144 s.
- KREJČÍ, Oskar: Proč to prasklo. Hovory o demokracii a „sametové revoluci“. Praha: Trio, 1991. 144 s. ISBN 80-900725-3-4
- KREJČÍ, Oskar: USA a mocenská rovnováha. Praha: Svoboda, 1989. 352 s. ISBN 80-205-0130-4
- KREJČÍ, Oskar: Americký konzervatismus. Praha: Svoboda – Pravda, 1987. 262 s.
- KREJČÍ, Oskar: Technologické iluze. Ke kritice teorií stadií růstu. Praha: Academia, 1986. 184 s.

## Články
v časopisech Filosofický časopis, Sociologický časopis, Tvorba,  Tribuna, Pražský demokrat, Mezinárodní politika, Právní rádce, Ekonom,  Britské listy, První zprávy, Parlamentní listy, Literární noviny, !Argument, Slovo a podobně.